# Llei de Poiseuille
La llei de Poiseuille o llei de Hagen-Poiseuille, pels experiments duts a terme per Gotthilf Heinrich Ludwig Hagen (1797 - 1884) el 1839, és la llei que permet determinar el flux laminar estacionari Φ  V  d'un líquid incompressible i uniformement viscós (també anomenat fluid newtonià), a través d'un tub cilíndric de secció circular constant. Aquesta equació va ser derivada experimentalment el 1838, formulada i publicada el 1840 i 1846 per Jean Louis Marie Poiseuille (1797 - 1869). La llei és també molt important en hemodinàmica. La llei de Poiseuille va ser estesa el 1891 per flux turbulent per L. R. Wilberforce, basant-se en el treball de Hagenbach.
La llei queda formulada de la següent manera:
{\displaystyle \phi _{V}={dV \over dt}=v_{mitjana}\pi r^{2}={\pi r^{4} \over 8\eta }\left(-{dP \over dz}\right)={\pi r^{4} \over 8\eta }{\Delta P \over L}\;,}
on  V  és el volum del líquid que circula en la unitat de temps  t ,  v   mitjana  la velocitat mitjana del fluid al llarg de l'eix  z  del sistema de coordenades cilíndric,  R  és el radi intern del tub, Δ  p  és la caiguda de pressió entre els dos extrems, η és la viscositat dinàmica i  L  la longitud característica al llarg de l'eix  z . La llei es pot derivar de l'equació de Darcy-Weisbach, desenvolupada en el camp de la hidràulica, i és vàlida per a tota mena de flux. La llei de Hagen-Poiseuille es pot expressar també de la següent manera:
{\displaystyle \Lambda ={64 \over {\it {Re}}}\;,\quad \quad Re={2\rho v_{s}R \over \eta }\;,}
on  Re  és el nombre de Reynolds i  ρ  és la densitat del fluid. En aquesta forma la llei aproxima el valor del factor de fricció, l'energia dissipada per la pèrdua de càrrega, el factor de pèrdua per fricció o el factor de fricció de Darcy λ en flux laminar a molt baixes velocitats en un tub cilíndric. La derivació teòrica de la fórmula original de Poiseuille va ser realitzada independentment per Wiedman el 1856 i Neumann i E. Hagenbach el 1858 (1859, 1860). Hagenbach fou el primer que la va denominar com a llei de Poiseuille.

## Càlcul
Si es considera una canonada horitzontal de radi  R  constant i dins d'ella dues seccions transversals 1 i 2 separades respecte d'una distància L. Aquestes seccions delimiten un tros de canonada que a la imatge adjunta queda delimitada pels punts ABCD. Dins de la canonada indicada considerem al seu torn un cilindre coaxial delimitat pels punts ABCD amb àrea de tapes A = π r  2  i ràdio r. A causa de la viscositat del fluid, sobre aquest cilindre actua un esforç tallant, que anomenarem  T,  provocat per una força tallant  F  sobre una àrea longitudinal  A   L  = 2π r L. Aquesta força és igual a {\displaystyle F=p_{1}A-p_{2}A} tindrà un sentit esquerre - dreta igual al desplaçament del fluid, provocat per un gradient de pressió en la qual p  1  és major que  p   2  (el visitant d'aquesta entrada no s'ha de guiar pel dibuix adjunt, encara no s'ha pogut trobar la manera de canviar-la). Integrant les forces que actuen sobre el cilindre considerat, s'obté l'expressió de la llei de Poiseuille.
D'acord amb la primera llei de Newton, si  p   1  i  p   2  són les pressions aplicades en el centre de gravetat de l'àrea transversal del cilindre en les seccions  1  i 2   s'ha de:
{\displaystyle P_{1}A-p_{2}A+F=0}
En un sòlid l'esforç de tall és proporcional a la deformació, però un fluid es deforma contínuament mentre s'apliqui l'esforç, per tant l'esforç de tall serà proporcional a la velocitat de tall per una constant anomenada  viscositat, és a dir: {\displaystyle {F \over A_{L}}=\eta {dv \over dr}}
Substituint el valor de la superfície  A   L  per 2  π r L  i aïllant F ens queda {\displaystyle F=2\pi rL\eta {dv \over dr}}
Se substitueix:
{\displaystyle P_{1}\pi r^{2}-p_{2}\pi r^{2}+2\pi rL\eta {dv \over dr}=0}
Simplificant queda:
{\displaystyle \Pi r^{2}\Delta p=-2\pi rL\eta {dv \over dr}}
{\displaystyle R\Delta p=-2L\eta {dv \over dr}}
Amb el que:
{\displaystyle Dv=-{\Delta p \over 2L\eta }rdr}
Integrant aquesta equació:
{\displaystyle V=-{\Delta p \over 4L\eta }r^{2}+C}
El valor de la constant C queda determinada per les condicions en els límits, és a dir, quan r = R llavors v = 0. Pel que:
{\displaystyle C={\Delta p \over 4L\eta }R^{2}}
Substituint el valor de C en l'equació inicial s'ha de:
{\displaystyle V={\Delta p \over 4L\eta }\left(R^{2}-r^{2}\right)}
Aquesta equació dona la distribució de velocitats en una canonada. Com es pot observar, el terme del radi elevat al quadrat indica que es tracta d'un paraboloide, en què la velocitat màxima s'obté en l'eix del mateix i que coincideix amb l'eix de la canonada. Aquesta és una zona en la qual els efectes del fregament amb les parets de la canonada és mínima. L'expressió de la velocitat màxima queda de la manera següent:
{\displaystyle V_{max}={\Delta p \over 4L\eta }R^{2}}
A la pràctica és més senzill mesurar la velocitat mitjana que la velocitat màxima. L'expressió de la velocitat mitjana és la següent:
{\displaystyle V_{mitjana}={Q \over \pi R^{2}}}
Per calcular el cabal a la canonada cal considerar un anell diferencial de gruix  dr  entre dues circumferències concèntriques amb l'eix de la canonada i ràdis  r  i  r+dr . En aquest cas l'expressió del cabal queda:
{\displaystyle DQ=2\pi rdrv}
Substituint l'expressió de la velocitat calculada anteriorment s'ha de:
{\displaystyle DQ=2\pi rdr{\Delta p \over 4L\eta }\left(R^{2}-r^{2}\right)}
Integrant l'equació anterior entre els límits  0  i  R  es pot calcular el cabal total:
{\displaystyle Q=\int _{0}^{R}\ dQ=\int _{0}^{R}2\pi rdr{\Delta p \over 4L\eta }\left(R^{2}-r^{2}\right)\ dr=}
{\displaystyle ={\pi \Delta p \over 2L\eta }\int _{0}^{R}\left(R^{2}-r^{2}\right)r\ dr={\pi \Delta p \over 2L\eta }\left({R^{4} \over 2}-{R^{4} \over 4}\right)}
i finalment s'obté l'expressió de la llei de Poiseuille per al cabal:
{\displaystyle Q={\Delta p\pi R^{4} \over 8L\eta }}
si se segueix treballant sobre aquesta fórmula i se substitueix aquesta expressió del cabal en la fórmula anterior de la velocitats mitjana s'obté el següent:
{\displaystyle V_{mitjana}={Q \over \pi R^{2}}={\Delta p^{2} \over 8L\eta }={\Delta pD^{2} \over 32L\eta }}
d'això es dedueix que:
{\displaystyle V_{mitjana}={v_{max} \over 2}}
buidant la pèrdua de pressió en les anteriors equacions s'aconsegueix:
{\displaystyle \Delta p={32\eta Lv_{mitjana} \over D^{2}}}
que no deixa de ser una altra expressió de la llei de Poiseuille per la pèrdua de pressió en una canonada de secció constant amb flux laminar.
Si es divideix i es multiplica el segon membre de l'equació anterior per l'expressió {\displaystyle 2\rho v_{mitjana}g} s'obté que:
{\displaystyle \Delta p={32\eta Lv_{mitjana} \over D^{2}}{2\rho v_{mitjana}g \over 2\rho v_{mitjana}g}={64\eta  \over v_{mitjana}D\rho }{l \over D}{v_{mitjana}^{2} \over 2g}\rho g=}
en què {\displaystyle {\Delta p \over \rho g}=h_{f}} és la pèrdua de càrrega i {\displaystyle Re={v_{mitjana}D\rho  \over \eta }} és l'expressió del nombre de Reynolds, de manera que la pèrdua de càrrega queda expressada de la següent manera:
{\displaystyle H_{f}={64 \over Re}{l \over D}{v_{mitjana}^{2} \over 2g}}
comparant aquesta última expressió amb l'equació de Darcy-Weisbach es dedueix el valor de {\displaystyle \lambda }:
{\displaystyle \Lambda ={64 \over {\it {Re}}}}
sent aquesta altra expressió de l'equació de Hagen-Poiseuille.

## Pèrdua de càrrega en fluids reals

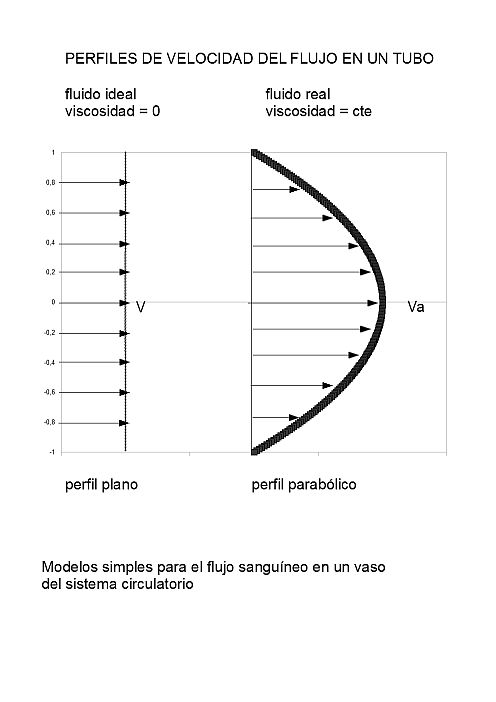
La imatge de l'esquerra representa la velocitat comú d'un fluid ideal en l'interior d'una canonada. La imatge de la dreta representa la velocitat comú d'un fluid viscós en l'interior d'una canonada (règim laminar)

Un fluid ideal que circula en règim estacionari per l'interior d'un conducte, la velocitat és la mateixa per totes les partícules de la mateixa secció transversal.
En un fluid viscós que circula per l'interior d'un conducte, la velocitat en els punts de cada secció transversal és diferent. Quan la velocitat no passa un cert límit, el moviment es realitza per capes que no s'entrellacen seguint les línies de corrent, camins aproximats paral·lels a la paret. És quan parlem de règim laminar. Així doncs, la viscositat d'un fluid viscós que passa per una canonada no serà la mateixa en tots els punts.

Les parets del tub exerceixen una força de resistència sobre la capa més externa del fluid. A part, també està la força d'arrossegament que exerceix cada capa de fluid sobre l'adjacent que s'està movent amb diferent velocitat. Aquestes forces d'arrossegament o de resistència s'anomenen forces viscoses.

Per vèncer aquestes forces de resistència es necessita una diferència de pressions (una força), pel que fa que la pressió no és constant.

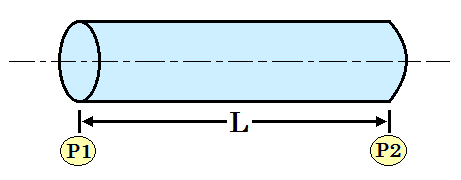
Caiguda de pressió en una canonada

La caiguda de pressió en una canonada ve donada per la Llei de Poiseuille.
P1 és la pressió en el punt 1 i P2 és la pressió en el punt 2 i L la distància entre els dos punts.
La caiguda de pressió ∆P = P1 - P2 és proporcional al cabal (C):
∆P = P1 - P2 = C · R
La R és la resistència al fluid, que depèn de la longitud (L) del tub, del radi (r) i de la viscositat del fluid (η). Podem dir que {\displaystyle R={8\eta \ L \over \pi r^{4}}} (8 és el factor que resulta de la integració del perfil de la velocitat)
Per tant, l'equació queda  ∆P = P1 - P2 = {\displaystyle {8\eta \ L \over \pi r^{4}}\cdot C} (8 és el factor que resulta de la integració del perfil de la velocitat)

Unitats en el Sistema Internacional:
- Longitud (L) 	Metres (m)
- Radi (r) 	Metres (m)
- Viscositat (η)	Pascal · segon (Pa·s)
- Pressió (P)	Pascals (Pa) (Pa= kg/m2)
- Cabal	m3·s

A conseqüència d'això:
- Si la viscositat augmenta, la caiguda de pressió augmenta
- A major longitud recorreguda, major caiguda de pressió
- A menor secció, major caiguda de pressió
- La velocitat és màxima en el centre del tub i disminueix a mesura que s'acosta a les parets

Si la velocitat del fluid és gran, es trenca el règim laminar i apareixen turbulències (règim turbulent). Per tant, en règim turbulent:
- No és vàlida l'equació de Poiseuille, ja que la viscositat depèn de la velocitat
- La pèrdua d'energia, i per tant, la caiguda de pressió, és major que en règim laminar

En les instal·lacions de transport de fluids es determina la pèrdua de càrrega produïda per la col·locació de vàlvules, colzes, unió de canonades, maneguet, etc. Aquesta pèrdua s'expressa com a longitud equivalent de canonada recta.

## Curiositat
La llei en si mateixa mostra com d'interessant és aquest camp, atès que l'equació de Darcy-Weisbach hauria de ser denominada completa i pròpiament com equació de Chézy - Weisbach - Darcy - Poiseuille - Hagen - Reynolds - Fanning - Prandtl - Blasius - von Karman - Nikuradse - Colebrook - White - Rouse - Moody o abreujadament com CWDPHRFPBKNCWRM.
Noteu també com en la fórmula el flux depèn fortament del radi. Si la resta de factors roman constant, el fet de doblar el radi del canal dona com a resultat un increment en 16 vegades del flux.

## Relació amb els circuits elèctrics
L'electricitat va ser originalment entesa com una classe de fluid. Aquesta analogia hidràulica és encara útil en l'àmbit acadèmic amb finalitats didàctiques.
La llei de Poiseuille es correspon amb la llei d'Ohm per als circuits elèctrics, en què la caiguda de pressió Δp* és reemplaçada pel voltatge V i el cabal ΦV per al corrent elèctric I. D'acord amb això el terme 8η  L /π  r   4  és un substitut adequat per a la resistència elèctrica  R .

## Relació amb el pulmó
La llei de Poiseuille té aplicació en la ventilació pulmonar en descriure l'efecte que té el radi de les vies respiratòries sobre la resistència del flux d'aire en direcció als alvèols. D'aquesta manera, si el radi dels bronquiols es reduís a la meitat, la llei de Poiseuille prediu que el cabal d'aire que passa per aquest bronquíol reduït hauria d'oposar-se a una resistència 16 vegades més gran, tenint en compte que la resistència al flux és inversament proporcional al radi elevat a la quarta potència.
Aquest principi té molta importància en l'asma i altres malalties obstructives del pulmó. En reduir el radi de les vies aèries respiratòries, l'esforç de la persona s'eleva a la quarta potència.